# Ліор Наркіс
Ліор Наркіс, (івр. ליאור נרקיס; нар. 8 листопада 1976, Холон, Ізраїль) — ізраїльський співак.

## Біографія
Народився 8 листопада 1976 року в Холоне в єврейській родині, частина якої відбувалася з Іраку, інша — з Сербії.
У 1993 році, в 16 років випустив альбом «Tfilat Chayay».
Службу в ізраїльській армії проходив в ВПС Ізраїлю, там продовжив музичну творчість.
У 2003 році представляв Ізраїль на «Євробаченні», що проходив в Ризі, Латвія, на якому він зайняв 19-е місце.
Одружений, має двоє дітей.